# Ferozepur Jhirka (underdistrikt)
Firozpur Jhirka är ett underdistrikt i Indien.   Det ligger i delstaten Haryana, i den norra delen av landet, 80 km söder om huvudstaden New Delhi.